# 建設産業図書館
建設産業図書館（けんせつさんぎょうとしょかん）は、東京都中央区築地にある、建設に関連する資料全般を収集対象とした私設の専門図書館である。2002年11月に東日本建設業保証の創立50周年記念の一環として設立された。

## 主な収集分野
建設産業史、土木史、建築史、建設関連の社史、団体史・伝記、建設関東統計・法規、建設労働、その他建設全般。重点収集資料は統計、社史・年史、伝記。

## 独自分類
資料には独自分類を採用している。
A総記
B 人文科学
C 社会科学
D 自然科学
E 産業
F 工学・環境・情報
G 建設工学
H 住宅
J 都市・土地
K 国土・地域・社会資本
L 建設経済 
M 建設市場（公共・民間） 
N 建設産業 
P 建設政策・建設業行政

## 特殊コレクション
- 古川修文庫、菊岡俱也文庫[4]

古川修文庫は、京都大学名誉教授で建設生産システムや建設産業研究の第一人者だった古川修の遺族から寄贈された書籍、報告書、論文などから構成されている。 古川は旧建設省策定の「建設産業の構造改善戦略プログラム」（1995年）において建設関連の総合図書館・博物館の構想と推進を提唱し、生前、自らの蔵書の寄贈先を求めており、当館館長に就任した菊岡がその遺志をくみ、受贈を実現させた。

## 特色
「建設関連文学書」と称したコーナーがあり、近代文学では幸田露伴『五重塔』、菊池寛『恩讐の彼方に』、杉本苑子『玉川兄弟江戸上水ものがたり』、青山光二『戦いの構図』、現代作家では夢枕獏『シナン』、山田詠美『風味絶佳』、篠田真由美『建築探偵桜井京介の事件簿』シリーズなど377点を収めている（2017年11月時点）。職員の江口知秀は『五重塔』について、「大嵐にも自分の建てた塔が倒れるはずがないと見にも行かない大工が主人公。ここに責任施工の極みが描かれている。偽装時代と言われる中、建設業で働くすべての方に読んでいただきたい」と述べている。